# Бархат (растение)
Ба́рхат (лат. Phellodéndron) — олиготипный род цветковых растений в составе семейства Рутовые (Rutaceae).

## Ботаническое описание
Бархат — листопадное двудомное дерево. Кора пробковидная, серого или серо-коричневого цвета. Молодые ветки тёмно-фиолетовые.
Листья расположенные супротивно, непарноперистые, разделённые на 7—11 листочков, каждый из которых по краю маслянисто-железистый, с мелкозубчатым или почти цельным краем, к концу заострённый. Верхняя поверхность листочков ярко-зелёная, голая, нижняя — бледно-зелёная, по средней жилке иногда слабоопушённая.
Соцветия щитковидные, с многочисленными цветками. Тычиночные цветки с пятью лепестками; тычинки в количестве 5—7, длиннее лепестков, линейные, с двухраздельными пыльниками, пестик недоразвитый, булавовидный. Пестичные цветки с пятью булавовидными рудиментарными тычинками, пестик с головчатым пятидольчатым рыльцем. Завязь 5—10-гнёздная, в каждом гнезде по одному семязачатку.
Плод — костянковидная ягода, окрашенная в фиолетово-чёрный цвет, с пятью плодиками. Семена коричневые или чёрные, блестящие, уплощённые, эллиптические, асимметричные.
Число хромосом n = 38, 39, 40.

## Ареал
Типовой вид, бархат амурский, распространён на Дальнем Востоке России, в Корее, в восточном и северном Китае, а также на островах Японии. Бархат китайский известен из центрального и юго-западного Китая.

## Классификация
|  |                                      |  |                                                               |                                                               |                   |  | ещё 8 семейств (согласно Системе APG III) | ещё 8 семейств (согласно Системе APG III) |                            |  |        |  | ещё более 100 родов | ещё более 100 родов |  |
|  |                                      |  |                                                               |                                                               |                   |  | ещё 8 семейств (согласно Системе APG III) | ещё 8 семейств (согласно Системе APG III) |                            |  |        |  | ещё более 100 родов | ещё более 100 родов |  |
|  |                                      |  |                                                               | порядок Сапиндоцветные                                        |                   |  |                                           |                                           | подсемейство Toddalioideae |  |        |  |                     |                     |  |
|  |                                      |  |                                                               | порядок Сапиндоцветные                                        |                   |  |                                           |                                           | подсемейство Toddalioideae |  | 2 вида |  |                     |                     |  |
|  | отдел Цветковые, или Покрытосеменные |  |                                                               |                                                               | семейство Рутовые |  |                                           |                                           | род Бархат                 |  |        |  |                     |                     |  |
|  | отдел Цветковые, или Покрытосеменные |  |                                                               |                                                               |                   |  |                                           |                                           |                            |  |        |  |                     |                     |  |
|  |                                      |  | ещё 58 порядков цветковых растений (согласно Системе APG III) | ещё 58 порядков цветковых растений (согласно Системе APG III) |                   |  |                                           | ещё 4 подсемейства                        | ещё 4 подсемейства         |  |        |  |                     |                     |  |
|  |                                      |  |                                                               | ещё 58 порядков цветковых растений (согласно Системе APG III) |                   |  |                                           |                                           | ещё 4 подсемейства         |  |        |  |                     |                     |  |

### Виды
- Phellodendron amurense Rupr., 1857 — Бархат амурский
  - [syn.  Phellodendron japonicum Maxim., 1871 — Бархат японский]
  - [syn.  Phellodendron sachalinense (F.Schmidt) Sarg., 1905] — Бархат сахалинский
- Phellodendron chinense C.K.Schneid., 1907 — Бархат китайский